# Anja Eržen
Anja Eržen, née le 26 octobre 1992 à Jesenice, est une fondeuse et biathlète slovène.

## Carrière

### Ski de fond
Membre du TSK Bled, Anja Eržen est à l'origine une fondeuse et court ses premières épreuves en 2006. En 2009, elle a la chance de concourir à la manche de Coupe du monde disputée à Rogla, en Slovénie. Elle est sélectionnée pour sa première compétition majeure en 2010 pour les Jeux olympiques de Vancouver, où elle est 59e de la poursuite et 14e du relais.
En 2011, elle est présente aux Championnats du monde d'Oslo, où elle est 44e du 10 kilomètres classique et 7e du relais.
En 2012, elle obtient des bons résultats aux Championnats du monde junior avec une médaille de bronze en relais et une quatrième place au skiathlon.

### Biathlon
En 2013, elle démarre internationalement en biathlon en participant à la Coupe du monde à Östersund. En 2015, elle prend part à ses premiers championnats du monde à Kontiolahti. La saison suivante, Elle score ses premiers points en Coupe du monde avec une 39e place au sprint de Canmore.
En 2018, elle obtient son meilleur résultat dans l'élite avec une 31e place à Annecy, elle se rend aux Jeux olympiques de Pyeongchang, où elle est 46e du sprint, 51e de la poursuite, 35e de l'individuel et 14e du relais mixte.
Il s'agit de sa dernière saison active.

## Palmarès en ski de fond

### Jeux olympiques d'hiver
| Épreuve / Édition              | Poursuite 15 km | Relais |
| Jeux olympiques 2010 Vancouver | 59e             | 14e    |

### Championnats du monde
| Épreuve / Édition  | 10 km classique | Relais |
| Mondiaux 2011 Oslo | 44e             | 7e     |

### Championnats du monde junior
- Erzurum 2011 :
  -  Médaille de bronze au relais.

## Palmarès en biathlon

### Jeux olympiques d'hiver
| Épreuve / Édition                | Individuel | Sprint | Poursuite | Départ en masse | Relais | Relais mixte |
| Jeux olympiques 2018 Pyeongchang | 35e        | 46e    | 51e       | -               | -      | 14e          |

Légende :
- — : non disputée par Erzen

### Championnats du monde
| Épreuve / Édition          | Individuel | Sprint | Poursuite | Départ en masse | Relais | Relais mixte |
| Mondiaux 2015 Kontiolahti  | 88e        | 84e    | —         | —               | 22e    | 15e          |
| Mondiaux 2016 Holmenkollen | 62e        | 54e    | 55e       | —               | 9e     | —            |
| Mondiaux 2017 Hochfilzen   | 76e        | 82e    | -         | -               | 17e    | 18e          |

Légende :
- : première place, médaille d'or
- : deuxième place, médaille d'argent
- : troisième place, médaille de bronze
- — : non disputée par Erzen

### Coupe du monde
- Meilleur classement général : 78e en 2018.
- Meilleur résultat : 31e.

#### Différents classements en Coupe du monde
| Année     | Classement général final | Sprint | Poursuite | Individuel | Mass start |
| 2015-2016 | 100e                     | 92e    | -         | -          | -          |
| 2016-2017 | 97e                      | 82e    | 84e       | -          | -          |
| 2017-2018 | 78e                      | 72e    | 72e       | -          | -          |